# Olivia Hallinan
Pour les articles homonymes, voir Hallinan.
Olivia Hallinan, née le 20 janvier 1984 à Hounslow, est une actrice anglaise spécialisée dans les séries télévisées.

## Filmographie
- 1994 : Just William (téléfilm) : Susie Chambers
- 1994 : Mole's Christmas (téléfilm) : (voix)
- 1994 : The Bill (téléfilm) : Jessica
- 1994 : Das sprechende Grab : Poppi
- 1995 : The Adventures of Mole (téléfilm) : (voix)
- 1995-1998 : Julia Jekyll and Harriet Hyde (téléfilm) : Julia Jekyll
- 1999 : Doomwatch: Winter Angel (téléfilm) : Jessica Tannahill
- 2000 : Holby City (téléfilm) :  Gina Turrall
- 2001 : Doctors (téléfilm) : Gemma Davies
- 2003-2005 : Girls in Love (téléfilm) : Ellie Allard
- 2005 : Ash et Scribbs (Murder in Suburbia) (téléfilm) : Lydia Blakeman
- 2005-2006 : Sugar Rush (série télévisée) : Kim
- 2006 : Ma tribu (My Family) (téléfilm) : Holly
- 2006-2011 : Torchwood (téléfilm) : Emma
- 2007 : Casualty (téléfilm) : Jade Dale
- 2007 : Scotland Yard, crimes sur la Tamise (Trial & Retribution) (téléfilm) : Charlotte Rogers
- 2008 : A Risk Worth Taking (téléfilm) : Josie Porter
- 2008-2011 : Lark Rise to Candleford (téléfilm) : Laura Timmins
- 2010 : Moving On (téléfilm) : Ruth
- 2011 : Jack Falls : Natasha
- 2012 : The Paradise : Mme Brookmire
- 2014 : Un amour sur mesure (Love by Design) (téléfilm) : Claire